# Naturpark Purkersdorf – Sandsteinwienerwald

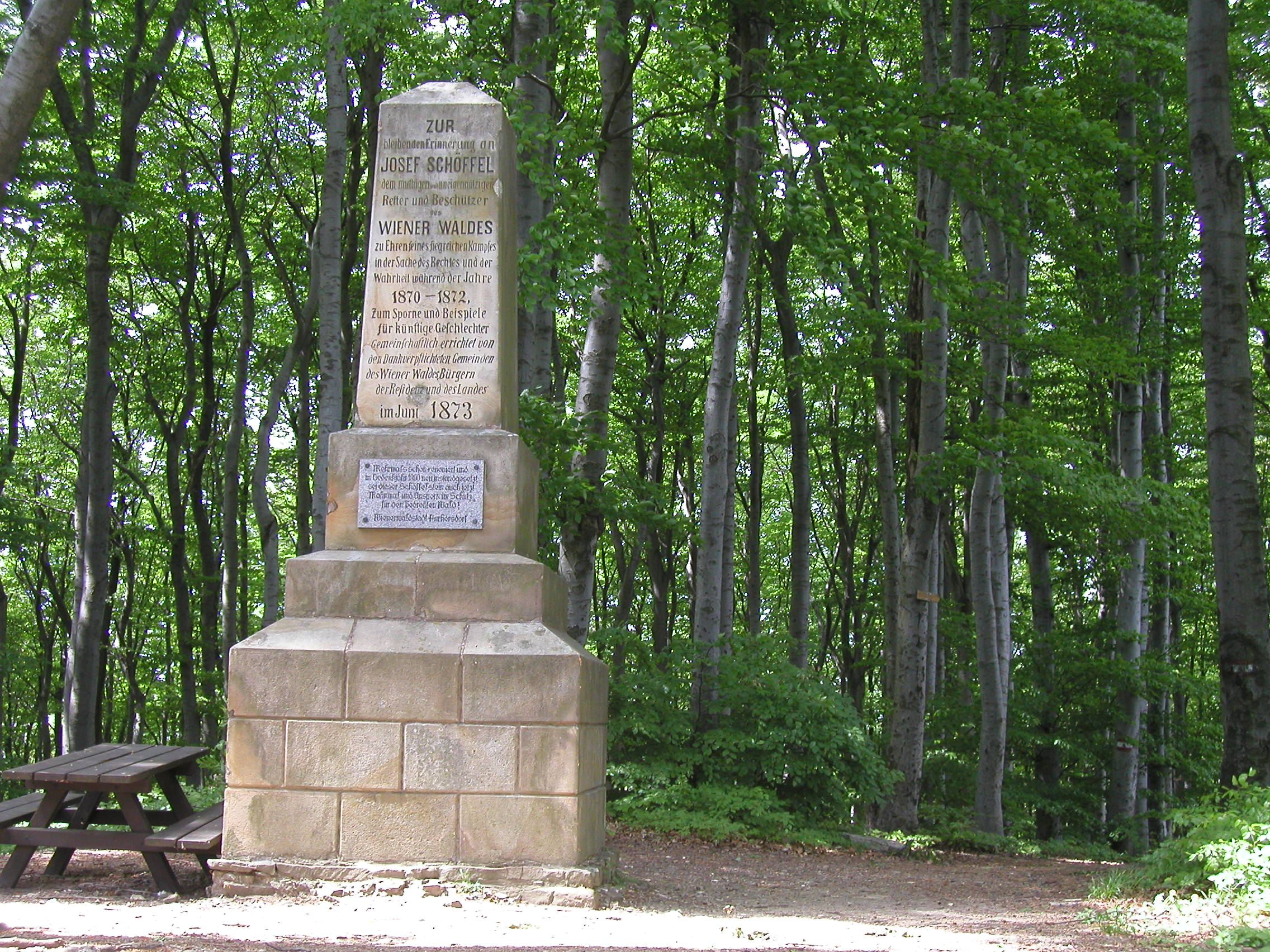
Denkmal auf dem Schöffelstein

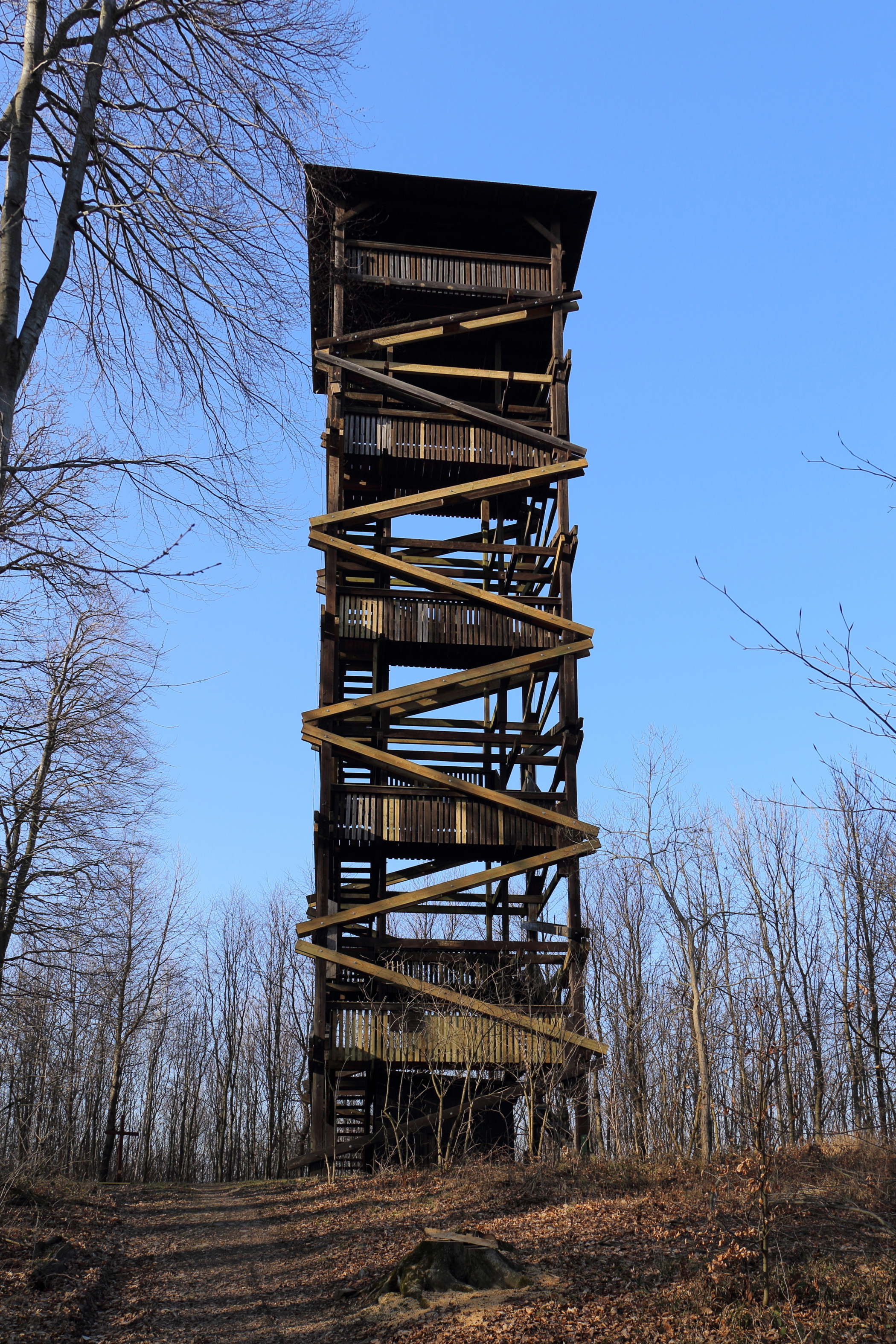
Aussichtswarte auf der Rudolfshöhe

Der Naturpark Purkersdorf – Sandsteinwienerwald (kurz: „Naturpark Purkersdorf“) ist ein Teilgebiet des Wienerwaldes und befindet sich im Gemeindegebiet von Purkersdorf in Niederösterreich.
Der rund 77 ha große Naturpark ist ganzjährig frei zugänglich. Er ist einer der kleinsten, aber wegen seiner Nähe zum Ballungsraum Wien einer der meistbesuchten Naturparke in Niederösterreich.
Sein höchster Punkt ist der nach Josef Schöffel benannte Schöffelstein (425 m). Nicht im eigentlichen Schutzgebiet gelegen, aber gleich an den Naturpark angrenzend befindet sich die vom Naturpark errichtete Aussichtswarte Rudolfshöhe (472 m).
Der Naturpark ist – so wie alle NÖ Naturparke – von der NÖ Landesregierung per Verordnung festgelegt. Er ist Mitglied beim Verband der Naturparke Österreichs (VNÖ) und beim Verein Naturparke Niederösterreich (VNNÖ).

## Geschichte des Naturparks
Der Naturpark wurde am 26. April 1975 am damaligen Tag des Waldes formell gegründet. Ziel war es, ein Naherholungsgebiet im Einzugsgebiet des Ballungszentrums Wien und Umgebung einzurichten. Die Gründung hatte sich deshalb angeboten, weil die Gemeinde Purkersdorf schon 1968 auf Initiative des damaligen Stadtgärtners Josef Elsinger einen Naturlehrpfad entlang des Wienflusses eingerichtet hatte, der bei vielen Wienerwaldwanderern sehr beliebt war. Der Gründungsobmann und damalige Vizebürgermeister Kurt Schlintner hat den Ausbau des Naturparks vorangetrieben, so wurden schon in den ersten Jahren des Bestehens Hirsch-, Reh- und Wildschweingehege sowie ein kleines Wienerwaldmuseum errichtet.
Als weithin sichtbares Wahrzeichen hat der Naturpark im Jahr 1978 die 27 m hohe Aussichtswarte auf der Rudolfshöhe (472 m) errichtet, die einen weiten Blick über Wien und den Wienerwald bis zu den Voralpen erlaubt.
Der Naturpark Purkersdorf ist schon bald zu einem beliebten Ausflugsziel der Bevölkerung im Großraum Wien geworden, insbesondere wegen der guten und schnellen Erreichbarkeit mit der S-Bahn. Deshalb wurde ab 1980 der Naturpark mit einem Haustiergehege (mit Schafen, Ziegen, Esel und Ponys) bei der Kellerwiese erweitert. 1986 wurde eine Fußgängerbrücke über die Bundesstraße B44 gebaut, damit von der Bahnstation ein einfacher und sicherer Zugang möglich wurde.
Seit dem Jahr 2000 liegt ein wichtiger Schwerpunkt der Tätigkeiten auf der Naturparksäule „Bildung“. 2004 wurde das Museum im Wienerwaldhaus zu einem Erlebnisraum über das Leben der früheren Wienerwaldbauern umgebaut, wenig später wurde der Naturlehrpfad mit zwei interaktiven Wasserstationen entlang des Wienflusses erweitert, sowie ein Kinderlehrpfad und ein „Holzlabor“ für Schüler errichtet. Im Jahr 2005 wurde ein Teil des Naturlehrpfads zu einem „Blind Date“-Pfad umgebaut, damit Menschen mit einer Beeinträchtigung des Sehvermögens ein intensives Naturerlebnis haben können. Auch Menschen mit gutem Sehvermögen profitieren, wenn sie die Möglichkeit haben, die Natur mit anderen als nur dem Sehsinn zu erleben. Seit damals arbeitet der Naturpark daran, den Besuchern ein Naturerlebnis „mit allen Sinnen“ zu ermöglichen.
Der Naturpark in den letzten Jahren mehrere Preise bekommen: in den Jahren 2009 und 2012 den Hans-Czettel-Preis für Verdienste im NÖ Natur- und Umweltschutz, im Jahr 2013 eine UNESCO-Auszeichnung für das Generationenwaldprojekt, und seither mehrere Nominierungen zum NÖ Energy Globe Award.

## Lebensräume und Arten
Das Gebiet des Naturparks unterliegt folgenden Schutzkategorien:
- Prädikat „Naturpark“ gemäß NÖ Naturschutzgesetz[1]
- Landschaftsschutzgebiet[4]
- Teil des Biosphärenparks Wienerwald[5]
- Europaschutzgebiet
- Natura 2000 Gebiet (Flora-Fauna-Habitat, Vogelschutz)[6]

Im Naturpark Purkersdorf gibt es folgende Lebensraumtypen, in denen mehr als 20 geschützte Tier- und Pflanzenarten einen wichtigen Rückzugsraum haben.:

### Wald
Die Bestände sind zum Großteil aus Rotbuchen, Traubeneichen und Hainbuchen mit Beimischung weiterer standortsgemäßer heimischer Baumarten (Wildkirsche, Esche, Spitzahorn, Zerreiche, Waldkiefer (Rotföhre), Lärche, Rotfichte, Weißtanne) aufgebaut, welche für die Waldgesellschaften des westlichen Wienerwalds charakteristisch sind. Die Bestände bilden folgende geschützte Lebensraumtypen, die sich vor allem über die Krautschicht unterscheiden:
- Waldmeister-Buchenwälder (Mullbraunerde-Buchenwälder) wachsen auf basenreichen, frischen Böden. In ihrer Krautschicht gedeihen Pflanzen mit höheren Ansprüchen an die Wasser- und Basenversorgung wie z. B. Waldmeister, Ausdauerndes Bingelkraut, Bärlauch, Waldsegge und Zwiebeltragende Zahnwurz. An feuchten und quelligen Stellen sind außerdem Waldziest, Winkelsegge und Hängesegge zu finden.
- Hainsimsen-Buchenwälder kommen auf basenärmeren, bodensauren Standorten mit einem mäßig trockenen bis mäßig frischen Wasserhaushalt vor. In der Krautschicht sind Drahtschmiele, Waldhabichtskraut, Echter Ehrenpreis, Waldreitgras und Weißliche Hainsimse zu finden.
- Labkraut-Eichen-Hainbuchenwälder werden von der Traubeneiche und Hainbuche dominiert, durchsetzt von anderen Baumarten wie Wildkirsche, Rotföhre und Elsbeere. In der Krautschicht wachsen das Hainrispengras, Waldzwenke, Doldige Wucherblume, Pfirsichblättrige Glockenblume, Wimpernsegge, Lorbeerseidelbast und Waldlabkraut.
- Pannonisch-balkanische Zerreichen- und Traubeneichenwälder werden von Traubeneiche und Zerreiche aufgebaut; die Hainbuche fehlt weitgehend. Bezeichnend für diesen Waldlebensraumtyp ist, dass sich zu den wärmeliebenden Arten auch Säure- und Mäßigsäurezeiger wie Echter Ehrenpreis, Waldhabichtskraut und Savoyer Habichtskraut hinzugesellen.

Der Lebensraum Wald mit dessen zugehörigen Totholzbeständen ist für folgende geschützte Arten wichtig:
- Insekten: Großer Eichenbock, Hirschkäfer, Alpenbock
- Vögel: Schwarzstorch, Weißrückenspecht, Mittelspecht, Schwarzspecht, Grauspecht, Halsbandschnäpper, Zwergschnäpper

### Gewässer
- Fließgewässer: Der Naturpark wird im Norden vom Wienfluss und im Osten vom Schintergrabenbach begrenzt. Insbesondere der etwas verborgene Schintergraben hat die Morphologie eines naturnahen Wienerwaldbachs, in dem die schützenswerten Arten Steinkrebs, Feuersalamander, Große Quelljungfer und die Blauflügel-Prachtlibelle leben.
- Stehende Kleingewässer: Als besonders wichtig haben sich die kleinen stehenden Gewässer gezeigt, also das Waldbiotop und die zeitweisen Pfützen in den Traktor-Fahrspuren, die für die Gelbbauchunke oder den Alpen-Kammmolch überlebenswichtig sind. Neben diesen beiden Arten noch der Bergmolch, der Teichmolch, der Springfrosch, sowie der Grasfrosch angetroffen werden.

### Wiesen und Waldränder
Wiesen und Waldränder sind für sechs schützenswerte Arten besonders wichtig: Blindschleiche, Schlingnatter, Zauneidechse, Äskulapnatter, Grünspecht und Gartenrotschwanz.

## Einrichtungen für Besucher

### Naturlehrpfad
Der Naturlehrpfad führt etwa 2 km vom Zugang Kellerwiese bis zum Naturparkzentrum Deutschwald, zuerst entlang des Wienflusses, dann entlang des Waldrands im Deutschwaldtal. Am Naturlehrpfad gibt es zwei Wasserstationen und mehrere Info-Tafeln über Walddynamik, Holzbringung, Pilze, Waldfrüchte, Käfer und Schmetterlinge. Für Kinder gibt es am Lehrpfads 7 Kinderstationen mit witzigen und lehrreichen Informationen und Fragen, die am Ende des Lehrpfads gelöst werden.

### Blind-Date Themenweg
Der erste Teil des Naturlehrpfads ist auch für Personen mit beeinträchtigtem Sehvermögen gestaltet. Mit 18 Informationstafeln, die sowohl in Normalschrift als auch in Brailleschrift ausgeführt sind, werden Besucher auf Naturerscheinungen oder Besonderheiten hingewiesen. Bei möglichen Gefahrenbereichen oder Steigungen sind Handläufe montiert oder Holzpflöcke zur besseren Orientierung eingeschlagen. Ein spezieller Bereich lädt ein, ein Stück des Wegs barfuß „mit den Fußsohlen zu sehen“. Personen mit einem beeinträchtigten Sehvermögen können Natur fühlen, während die gut Sehenden eingeladen werden, Umwelt anders als nur mit den Augen wahrnehmen.

### Waldbiotop
An einer Eintiefung bei einer ehemaligen kleinen Lichtung wurde ein Waldbiotop angelegt, um Schnecken und feuchteliebenden Insekten (wie Wasserläufer, Wasserkäfer, Großlibellen) ein Habitat zu geben und die Laichbedingungen für Amphibien (z. B. Springfrösche, Laubfrösche und vor allem die seltene Gelbbauchunke) zu schaffen. Die Uferböschung ist flach gestaltet, um den Wechsel zwischen den Land- und Wasserbereichen für die Amphibien einfacher zu gestalten.

### Aussichtsplattform „Darüber-Blick“
Die Aussichtsplattform „Darüber-Blick“ ermöglicht, die sich verändernde Naturverjüngung an einem Hang gut zu beobachten. In großen Holztrögen sind zudem unterschiedliche Bäume gepflanzt und deren Eigenschaften erklärt und beschriftet. Auf einer daneben errichteten Plattform sind Bienenstöcke aufgestellt und erklärt.

### Josef-Schöffel-Denkmal auf dem Schöffelstein
Der Schöffelstein, die höchste Erhebung des Naturparks (425 m) ist nach Josef Schöffel benannt, der sich um etwa 1870, als ein großer Teil des Wienerwalds abgeholzt werden sollte, erfolgreich gegen diese Waldvernichtung gestellt und für die Bewahrung des Wienerwalds eingesetzt hatte. Ab 1873 wurde Josef Schöffel in fast allen Wienerwaldgemeinden als Held verehrt. Purkersdorf war die erste Gemeinde, die noch zu seinen Lebzeiten einen Hügel nach ihm benannt und dort ein Denkmal aufgestellt hat.

### Sängerbrunnen
Der Sängerbrunnen wurde vom Purkersdorfer Verschönerungsverein im Jahre 1875 zur Erinnerung an ein Konzert des Wiener Männergesangvereines errichtet. Eine Hinweistafel an der Rückseite des Brunnes erinnert daran. Das kleine Denkmal samt Brunnen war ab 1967 Teil des Naturlehrpfades. Das Wasser aus dem Brunnen speiste bis in die 1980er Jahre den Fürstenbergbrunnen am Hauptplatz. Der Sängerbrunnen wurde 2003 renoviert.

### Wildtiergehege Deutschwald

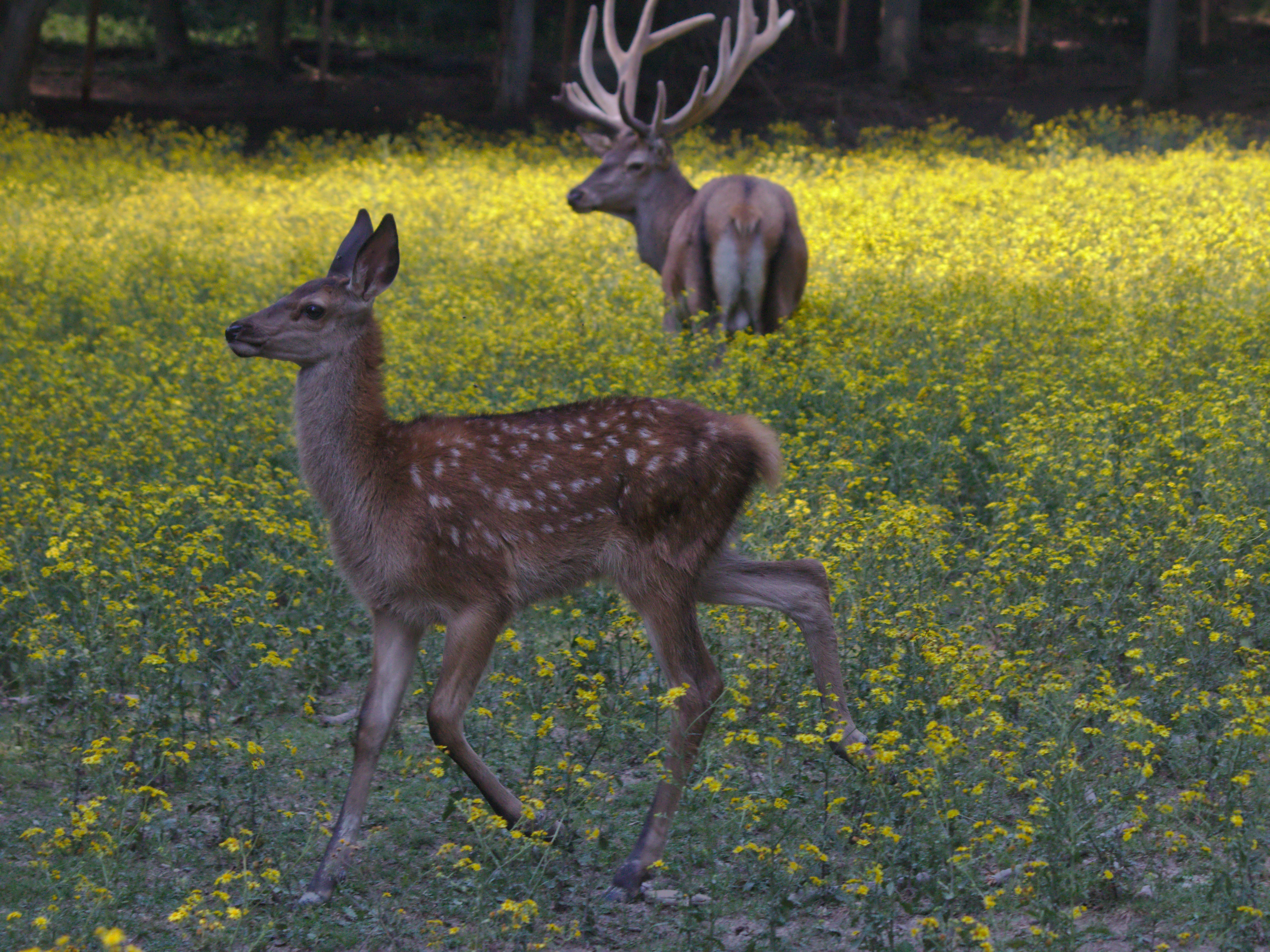
Hirsche im Hirschgehege

Beim Naturparkzugang Deutschwald sind Gehege für Rotwild (Hirsche), Schwarzwild (Wildschweine) und Rehwild (Rehe) eingerichtet. Im Hirschgehege leben 1 Hirsch und 4 weibliche „Tiere“ sowie die jährlichen Hirschkälber. Im Wildschweingehege leben ein männlicher „Keiler“ und 4 weibliche „Bachen“ samt deren jährliche „Frischlingen“. Rund um das Gehege führt ein Rundwanderweg mit mehreren Beobachtungsplattformen. Im Rehgehege leben 1 männlicher „Bock“ und 1 weibliche „Gais“.

### Haustiergehege Kellerwiese
Beim Naturparkzugang Kellerwiese befinden sich ein Gehege für 2 Esel sowie ein Gehege für 4 Zwergziegen und 6 Schafe.

### Rudolfswarte
Die Rudolfswarte steht auf der Rudolfshöhe, die mit 472 m die höchste Erhebung des sogenannten Gelben Bergs ist. Sie befindet sich knapp außerhalb des eigentlichen Naturparks, ist aber von diesem gut erreichbar. Die Warte ist nach dem damaligen Kronprinz Rudolf, der in Purkersdorf häufig zur Jagd war, benannt. Die erste gemauerte Aussichtswarte wurde schon 1861 eröffnet und war ein beliebtes Ausflugsziel der Stadtbevölkerung. Um die 1900-Jahrhundertwende verfiel sie recht schnell, sodass zur Zwischenkriegszeit nur mehr einige Grundmauern stehen geblieben waren. Im Jahr 1978 wurde die Warte vom Naturparkverein Purkersdorf als Holzfachwerkbau mit einer überdachten Plattform auf 26 Meter Höhe neu errichtet. Wegen der starken Beanspruchung durch Wind und Wetter wurde die Holzkonstruktion bereits mehrmals renoviert, zuletzt im Herbst 2019. Die Warte steht seit 2001 im Eigentum der Stadtgemeinde Purkersdorf, der Grundeigentümer ist aber die Forstverwaltung der Stadt Wien.
Von der Warte lässt sich der umliegende Teil der Kernzone des Biosphärenparks Wienerwald gut beobachten. An klaren Tagen sieht man von den kleinen Karpaten im Osten über den Schneeberg im Süden bis zum Ötscher im Westen.

### Naturspielbereiche für Kinder
Im Naturpark gibt es einen Spielplatz beim Naturparkzugang Kellerwiese sowie je einen Waldspielbereich beim Wegknoten „Blätterdach-Lichtblick“ und beim Naturparkzentrum Deutschwald.

### Museum im Wienerwaldhaus Deutschwald
Beim Naturparkzentrum Deutschwald befindet sich das Wienerwaldhaus, das schon 1974 von der Stadtgemeinde errichtet wurde und auf etwa 100 m² eine kleine Ausstellung mit Exponaten zur Geschichte des Wienerwaldes, der Waldarbeiter und Wienerwaldbauern. Studierende des Instituts für Europäische Ethnologie der Universität Wien haben ein Konzept für die Neugestaltung und bessere Zugänglichkeit der Ausstellungsinhalte erarbeitet; Ergebnis war die Einigung auf die Umgestaltung als „Schaufenstermuseum“ ohne Personalbedarf, d. h. dass die Ausstellung von außen besichtigt werden kann und die Besucher an jedem Tag die Möglichkeit haben, sich über das Leben sowie Objekte der Bewohner des Wienerwaldes zu informieren. Ab dem Jahr 2002 wurden die Innenräume neu gestaltet und das Gebäude adaptiert. Nunmehr ist die Ausstellung im Haus bei geöffneten Fensterläden zu besichtigen; die Besucher können über außen angebrachte Schalter selbst die Beleuchtung einschalten. Informationstafeln befinden sich auf der Innenseite der Fensterläden, auf der Außenwand, sowie im Raum. Im Raum werden u. a. die Themen Hauswirtschaft, Frauenarbeit, Wohnen und Alltag dargestellt. Im angrenzenden tagsüber frei zugänglichen und durch ein Holzgitter versperrbaren Raum wird primär die Waldarbeit gezeigt, zusätzlich gibt es Exponate zur Eisgewinnung in der Region.